# Несна
Несна — коммуна в фюльке Нурланн в Норвегии. Является частью региона Хельгеланд. Административный центр коммуны — деревня Несна.
Коммуна Несна была основана 1 января 1838 года. Новая коммуна Дённа была отделена от Несны 1 июля 1888 года. Коммуна состоит из трёх островов — Томма, Хугла (среди местных жителей называется Хуглёй (норв. Hugløy), Ханднесёя и полуострова, дающего коммуне своё имя Несна.
Паромы Хуртигрутен прибывают в коммуну дважды в день: в 05:30 — движущиеся на север и в 11:15 – возвращающиеся в южном направлении. На полуострове Несна находится образовательный центр Нурланда — Университетский Колледж Несны (норв. Nesna University College) и средняя школа KVN High School

Карта коммуны Несна

## Общая информация

### Название
Коммуна (первоначально приход) была названа в честь фермы Nesna (старонорвежский: Nesnar), поскольку там была построена первая церковь. Название коммуны происходит от слова nes, означающего мыс.

### Герб
У коммуны современный герб. Он был принят в 23 июня 1989 года. На гербе символично изображёно название полуострова — мыс окруженный водой.